# Nationalstraße 7 (Kambodscha)
Der National Highway 7 (NH 7) ist eine von acht National-Fernstraßen in Kambodscha und im gesamten Verlauf Teil des Asian Highways 11 (AH 11), die im Osten und im Norden des Landes verläuft. Der Verlauf der Straße führt vom National Highway 6 in Skuon über Kampong Cham und Stung Treng bis zur Grenze von Laos. Sie ist die einzige Straßenverbindung zwischen beiden Ländern und mit einer Länge von 447 Kilometern die zweitlängste Fernstraße Kambodschas.

## Straßenbeschreibung
In der Kleinstadt Skun beginnt die Straße und führt nach Osten. Der Hauptort auf der Strecke ist Kampong Cham, dort führt die Kizuna-Brücke über den Mekong. Der NH 7 geht weiter nach Osten Richtung Vietnam. Einige kleinere Straßen führen über die Grenze zum vietnamesischen Straßennetz. Der NH 7 biegt dann nach Norden ab und kommt durch einen wenig bevölkerten Bereich, der von Wald geprägt ist. Die Straße verläuft anschließend parallel zum Mekong. Der Hauptort in dieser Gegend ist Stung Treng. Über eine Länge von 40 Kilometer folgt sie parallel der Grenze von Laos, wo die Straße als Route 13 weiter nach Pakse führt.

## Geschichte
Die Nationalstraße 7 ging bis zum Bau der Brücke über den Mekong nur bis Kampong Cham, somit war der Osten Kambodschas abgeschnitten. Die Straße wurde zwischen 2004 und 2008 asphaltiert sowie ein neuer Grenzübergang zu Laos gebaut, der einzige zwischen beiden Ländern.